# Ferrovia ad aderenza naturale

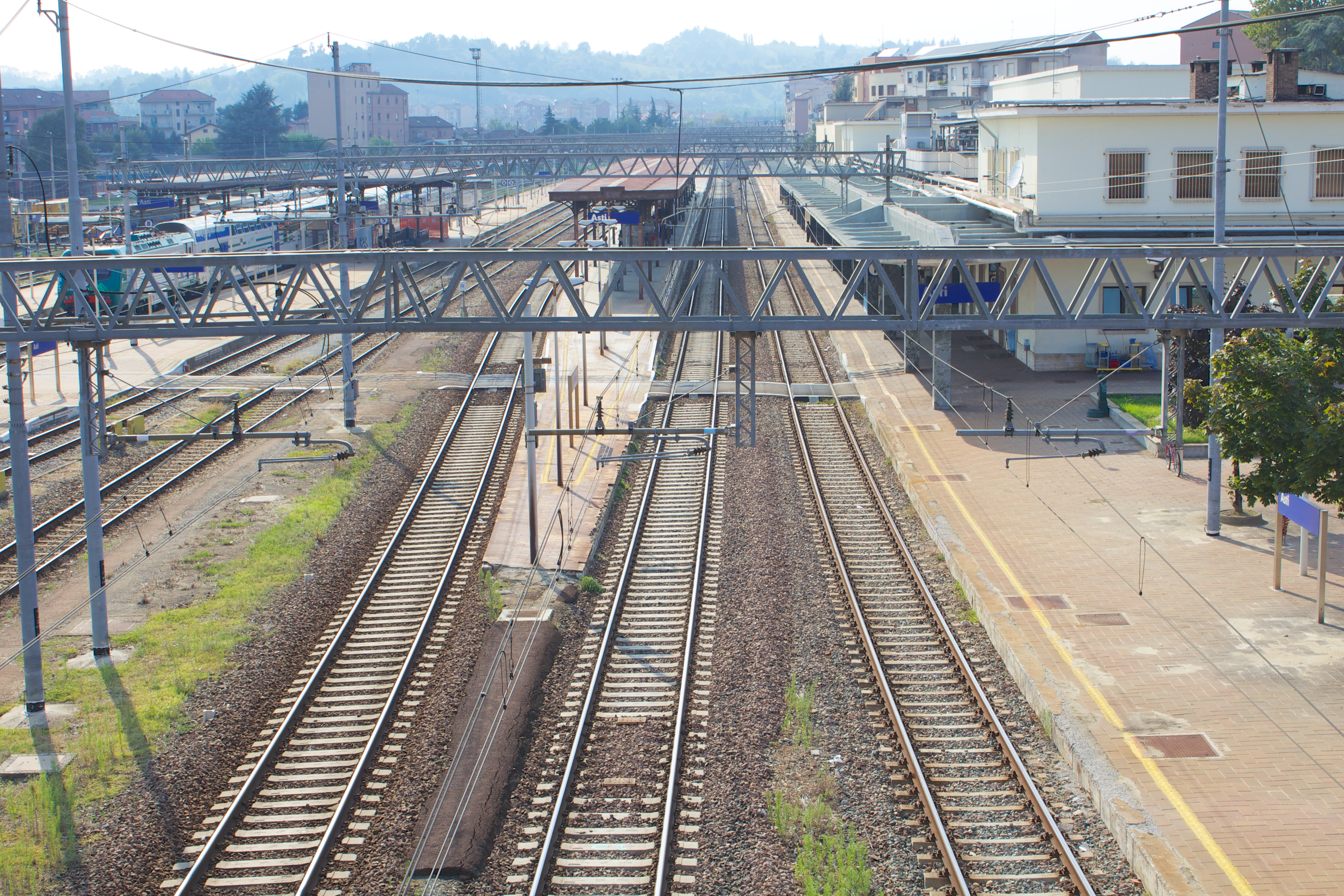
Il piazzale di una stazione con binari ad aderenza naturale

Con il termine ferrovia ad aderenza naturale  si intendono tutte quelle ferrovie in cui i treni viaggiano su rotaie sfruttando unicamente la forza di gravità e l'aderire delle ruote treno sui binari, senza bisogno di ganci che obbligano l'adesione del treno alle rotaie (ferrovia a cremagliera).
Questo è possibile unicamente quando la pendenza del tracciato consente di utilizzare lo sforzo di trazione della locomotiva per superare la reazione opposta dalle rotaie con la sola aderenza tra le superficie della rotaia e della ruota. Oltre un certo limite di pendenza occorre ricorrere alla trasmissione con ruota dentata applicata al motore.